# SpVgg Falkenstein
Maillots
Le SpVgg Falkenstein fut un club allemand de football localisé dans la ville à Falkenstein/Vogtl., au Sud-Ouest de la Saxe.

## Histoire

### De 1919 à 1945
Le club fut créé en 1919 par la fusion du FC Falkenstein (fondé le 30 mai 1906, au restaurant Stadt Zwickau) et du BC Falkenstein (fondé en 1907).
Ce club participa aux épreuves de la Verband Mitteldeutscher Ballspiel-Vereine et domina, avec le 1. FC Reichenbach, la Gau (région) Göltzschtal. Entre 1923 et 1930, le SpVgg Falkenstein remporta six fois le titre de sa Gau.
Lors de la Mitteldeutscher Pokal (Coupe d’Allemagne centrale) de 1927, le club atteignit les Quarts de finale, où il fut nettement battu (2-5), par le grand favori, le VfB Leipzig.
À partir de 1931, le cercle participa à la Gau Vogtland. En 1933, le SpVgg Falkenstein en remporta le titre devant les équipes de Plauen: VFC Plauen, SuBC Plauen et Konkordia Plauen. Cela lui valut d’être retenu comme fondateur de la Gauliga Sachsen, une des seize ligues créées sur ordre des Nazis dès leur arrivée au pouvoir cette même année.
Le club ne joua qu’une seule saison en Gauliga et fut relégué. Il n’y remonta jamais.
En 1945, le club fut dissous par les Alliés, comme tous les clubs et associations allemands (voir Directive n°23). Il fut reconstitué sous la dénomination de SG Falkenstein.
Comme toute la Saxe, la localité de Falkenstein/Vogtl. se retrouva en zone soviétique puis en RDA.

### Époque de la RDA
En 1951, le SG Falkenstein fur renommé BSG Fortschritt Falkenstein puis plus tard Motor Falkenstein.
Le club, qui se retrouva dans la Bezirksliga Karl-Marx-Stadt, ne joua aucun rôle durant toute la période d’existence de la RDA.

### Depuis 1990
Après la réunification allemande, en 1990, le club fut rebaptisé TuS Falkenstein. Un an plus tard, la section football de ce club devint indépendante et reprit l’appellation historique de Spielvereinigung Falkenstein ou SpVgg Falkenstein. Le club resta depuis cantonné dans les ligues locales de sa région du Vogtland.